# Bruno Mars
Bruno Mars, vlastním jménem Peter Gene Hernandez (* 8. října 1985 Honolulu, Havaj) je americký zpěvák, autor písní a hudební producent. Pochází z Waikiki (Havaj), ale po ukončení střední školy se přestěhoval do Los Angeles. Je známý jak pro své vlastní mezinárodní hity jako Just the Way You Are nebo Grenade, tak i pro své featuringy na písních „Nothin' on You“ od rappera B.o.B, „Billionaire“ od Travieho McCoye. Jako producent se podílel na tvorbě hitů „Right Round“ od Flo Ridy, „Wavin' Flag“ od K'naan a „Fuck You!“ od CeeLo Green. 14. října 2010 vydal svoje debutové album, Doo-Wops & Hooligans.

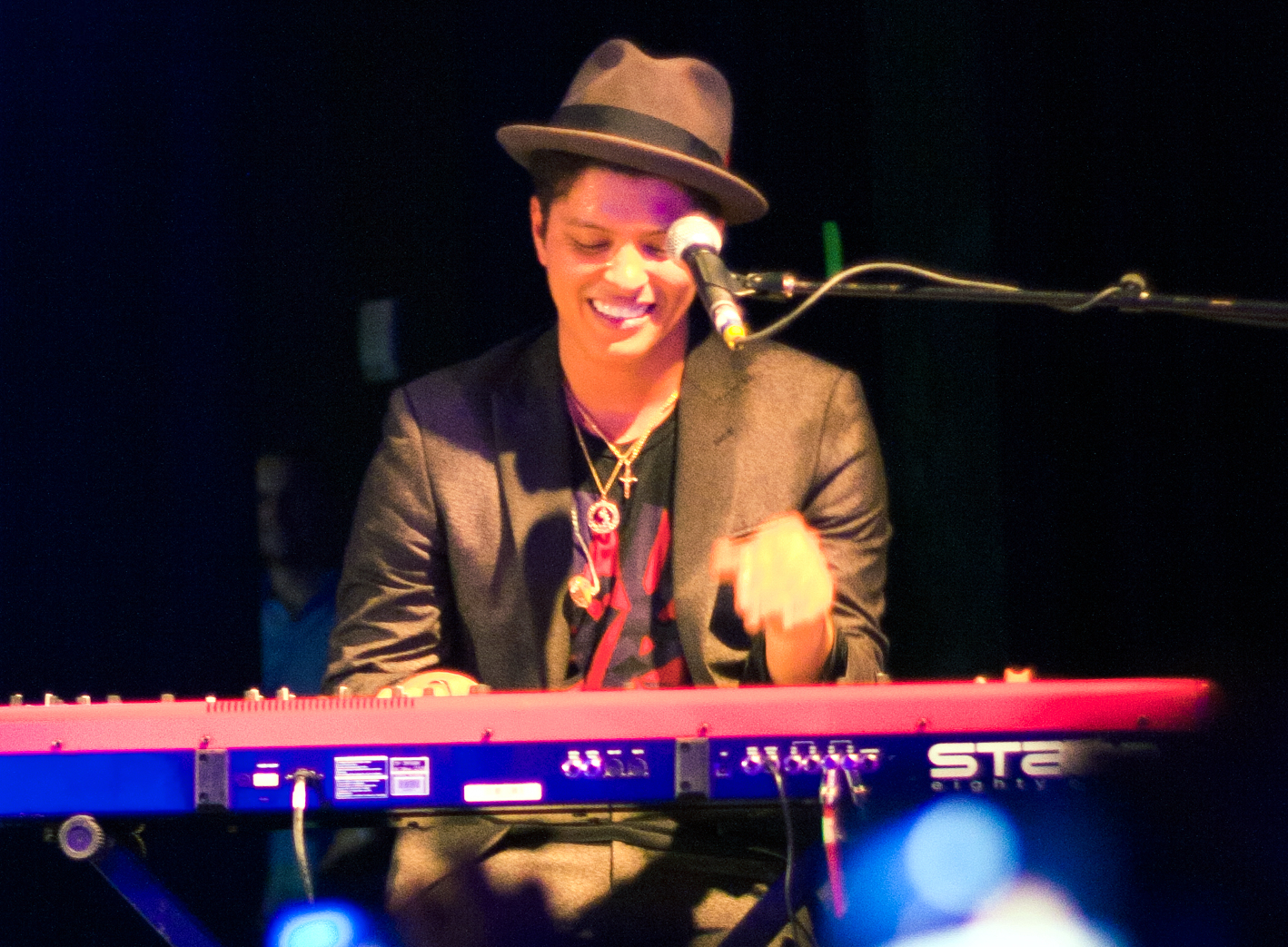
Bruno Mars

## 1985–2008: Začátky
Narodil se Peterovi a Bernadette „Bernie“ Hernandezovým, jejichž předci pocházeli z Portorika a Filipín. Byl jedním z šesti dětí této hudební rodiny (otec muzikant, matka byla tanečnice). Když mu byly 2 roky, začal mu jeho otec říkat Bruno, podle amerického wrestlingového zápasníka Bruna Sammartina, se kterým měli, podle jeho otce, stejně buclaté tváře. V té době byli jeho vzorem takoví zpěváci, jako třeba Michael Jackson nebo Elvis Presley. V roce 1990 vystupoval v pořadu MidWekk jako „Malý Elvis“. V roce 2003, po dokončení President Theodore Roosevelt High School, se odstěhoval jako sedmnáctiletý mladík do Los Angeles, aby se mohl věnovat své hudební kariéře.
Krátce po přestěhování do Los Angeles zpíval v Motown Records, což ale k ničemu nevedlo. Nicméně tyto zkušenosti se ukázaly být prospěšné pro jeho kariéru, když se setkal se skladatelem a producentem Philipem Lawrencem. Tehdy spolu a s Arim Levinem psali písně a založili produkční tým The Smeezingtons. V roce 2006 jej Lawrence představil jeho budoucímu manažerovi z Atlantic Records, Aaronu Bay-Schuckovi. Poté, co ho slyšel zpívat pár písniček s kytarou, chtěl okamžitě podepsat smlouvu, ale nakonec trvalo tři roky, než se tak stalo. Mezitím je ale Bay-Schuck najal a The Smeezingtons k psaní a produkování písní pro umělce, kteří již pro Atlantic Records nahrávali. V rozhovoru (podle Bay-Schucka) pro HitQuarters on sám uvedl, že ačkoli jeho konečný cíl měl být sólový umělec, byl ochoten psát a produkovat pro ostatní umělce, aby tak přispěl ke zlepšení jeho psaní písní, což mu pomohlo objevit sama sebe.

## 2010–současnost
Jako sólový umělec dosáhl prvního úspěchu jako spoluautor písní od B.o.B„ Nothin' on You“ a Travieho McCoye „Billionaire“. Obě písně se dostaly do top ten nemála světových hitparád. Poté v květnu roku 2010 Mars vydává svůj EP debut nazvaný It's Better If You Don't Understand, ze kterého vzešla píseň „The Other Side“, na které hostovali zpěváci CeeLo Green a B.o.B.
V říjnu roku 2010 pak Mars vydává své debutové album Doo-Wops & Hooligans. Pilotní singl „Just the Way You Are“ vyšel již v červenci téhož roku a dostal se do top 100 v hitparádě Billboard Hot 100 stejně jako v několika dalších hitparádách. Druhý singl „Grenade“ zaznamenal také významný úspěch. Album debutovalo v Billboard 200 na třetím místě s prodejem 55 000 kopií a dočkala se i velice pozitivní kritiky.
V září 2010 byl Mars zatčen v Las Vegas za držení kokainu. Tato nepříjemná událost ho stála kauci 2 000 dolarů a 200 hodin veřejně prospěšných prací. Propuštěn byl pod příslibem, že nejméně rok nespáchá podobný zločin.
Nový rok byl pro Marse ve znamení úspěchů – v únoru získal cenu Grammy a to z celkových šesti nominací. V září téhož roku oznámil na svých webových stránkách vypuštění nové písně „It Will Rain“, která se objevila v soundtracku k filmu Twilight sága: Rozbřesk – 1. část. Při příležitosti 54. cen Grammy byl opět nominován hned v několika kategoriích, sošku si ale neodnesl ani jednu, neboť je všechny převzala zpěvačka Adele.

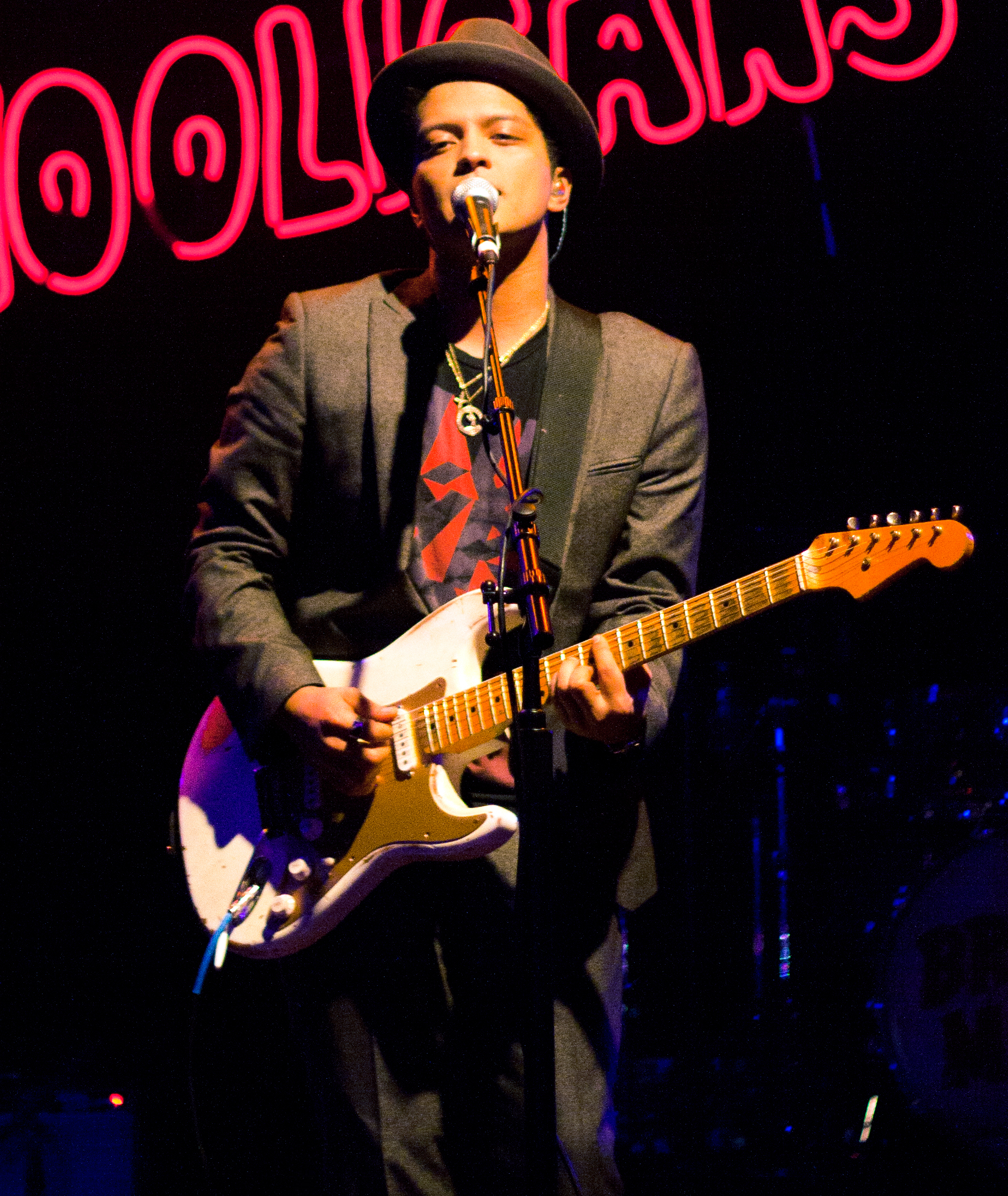
Bruno Mars na svém koncertě

V říjnu 2012 vyšel první singl z nového očekávaného alba Unorthodox Jukebox. Album vyšlo prosinci téhož roku a prvním singlem byl „Locked Out of Heaven“. v USA album debutovalo na druhé příčce Billboard 200 s počtem prodaných kopií přesahujícím 187 000 a ve Velké Británii se dokonce stalo nejrychleji prodávaným albem roku 2012. V únoru 2013 se opět dočkal nominace v již 55. ročníku předávání cen Grammy. Téhož roku vyhlásil časopis Billboard Bruna Marse umělcem roku.V létě 2013 odstartoval světové tour po Evropě a USA s názvem The Moonshine Jungle Tour. Přivezl s sebou i úspěšnou zpěvačku Ellie Goulding. 6. listopadu 2013 navštívil i Pražskou O2 arénu. Bruno Mars je taky držitelem neuvěřitelných 16. cen Grammy pouze s třemi alby.

## Nejznámější skladby
- Just the Way You Are (2010)
- The Lazy Song (2010)
- Grenade (2010)
- It Will Rain (2011)
- Uptown Funk (2014)
- Die With A Smile (2024)
- APT. (2024)

## Diskografie
Studiová alba
- Doo-Wops & Hooligans (2010)
- Unorthodox Jukebox (2012)
- 24K Magic (2016)

Spolupráce
- An Evening with Silk Sonic (s Anderson .Paak, jako Silk Sonic) (2021)